# Rachela Szpan
Rachela Szpan – polska aktorka teatralna żydowskiego pochodzenia, wieloletna aktorka Teatru Żydowskiego w Łodzi i Dolnośląskiego Teatru Żydowskiego we Wrocławiu.

## Kariera
Dolnośląski Teatr Żydowski we Wrocławiu
- 1954: Pajęczyna
- 1953: Meir Ezofowicz

Teatr Żydowski w Łodzi
- 1953: Dom w getcie
- 1952: Glikl Hameln żąda...
- 1951: W noc zimową...
- 1951: 200.000
- 1950: Rodzina Blank
- 1950: Sen o Goldfadenie